# Eduardo Colina
Eduardo Colina Martínez fue un marino mexicano que se le caracterizó por su heroica lucha en la defensa nacional durante la Ocupación estadounidense de Veracruz el 21 de abril de 1914. Es otro de los defensores durante la segunda intervención estadounidense en México, aunque es poco conocida su participación. 

## Primeros años
Nació el 13 de octubre de 1895 en Córdoba, Veracruz. Fue hijo de Delfino Colina y Manuela Martínez. A la muerte de sus padres cuando contaba con solo 1 año de edad siendo adoptado por Carlos Fernández, quien legalizó la adopción hasta que Eduardo tenía 17 años de edad. Cursó la primaria en  Guadalupe Hidalgo, Distrito Federal en la Escuela Carlos María de Bustamante. Luego, el 29 de septiembre de 1913 ingresó como alumno interno de la Escuela Naval Militar en la carrera de maquinista naval.

## Carrera militar
Colina tenía 17 años de edad y 7 meses como cadete de la Heroica Escuela Naval Militar cuando comenzó la Ocupación estadounidense de Veracruz de 1914.
En el parte que rindió el capitán de navío Rafael Carreón, en ese entonces director de la Escuela Naval al Secretario de Guerra y Marina, Aureliano Blanquet se asientó: 

“es de llamar la atención especialmente el Alumno Eduardo Colina, quien se encontraba de centinela en la puerta principal del Plantel, cuando una granada disparada de los cañones de los buques de guerra del enemigo explotó contra la fachada del edificio derrumbándose gran parte de ella, cubriendo los escombros al centinela mencionado; quien saliendo de ellos y entre una nube de polvo y caliza pasó a cubrir su puesto nuevamente”.

El 1 de septiembre de 1944, Eduardo Colina, solicitó que le fuera concedida la pensión vitalicia como defensor de la patria. El entonces Contralmirante y director general de la Armada, Mario Rodríguez Malpica, a su vez, solicitó al Secretario de Marina Lázaro Cárdenas del Río le fuera impuesta a Colina la condecoración de tercera clase de la Segunda Intervención Estadounidense. La Secretaría de Marina en reconocimiento a Eduardo Colina realizó las gestiones necesarias para que se le concediera pensión vitalicia, mismo que le fue otorgado desde 1956 con el grado de Teniente de Corbeta. Vivió sin contraer matrimonio con Telésfora Zugaide Carreño con la que tuvo Rosa y María Teresa de Jesús. Una vez retirado del servicio activo de la Armada se dedicó al comercio. Murió el 7 de octubre de 1977 a los 82 años de edad.